# Lepthyphantes zaragozai
Lepthyphantes zaragozai este o specie de păianjeni din genul Lepthyphantes, familia Linyphiidae, descrisă de Ribera, 1981.
Este endemică în Spania. Conform Catalogue of Life specia Lepthyphantes zaragozai nu are subspecii cunoscute.